# Oakshade (Ohio)

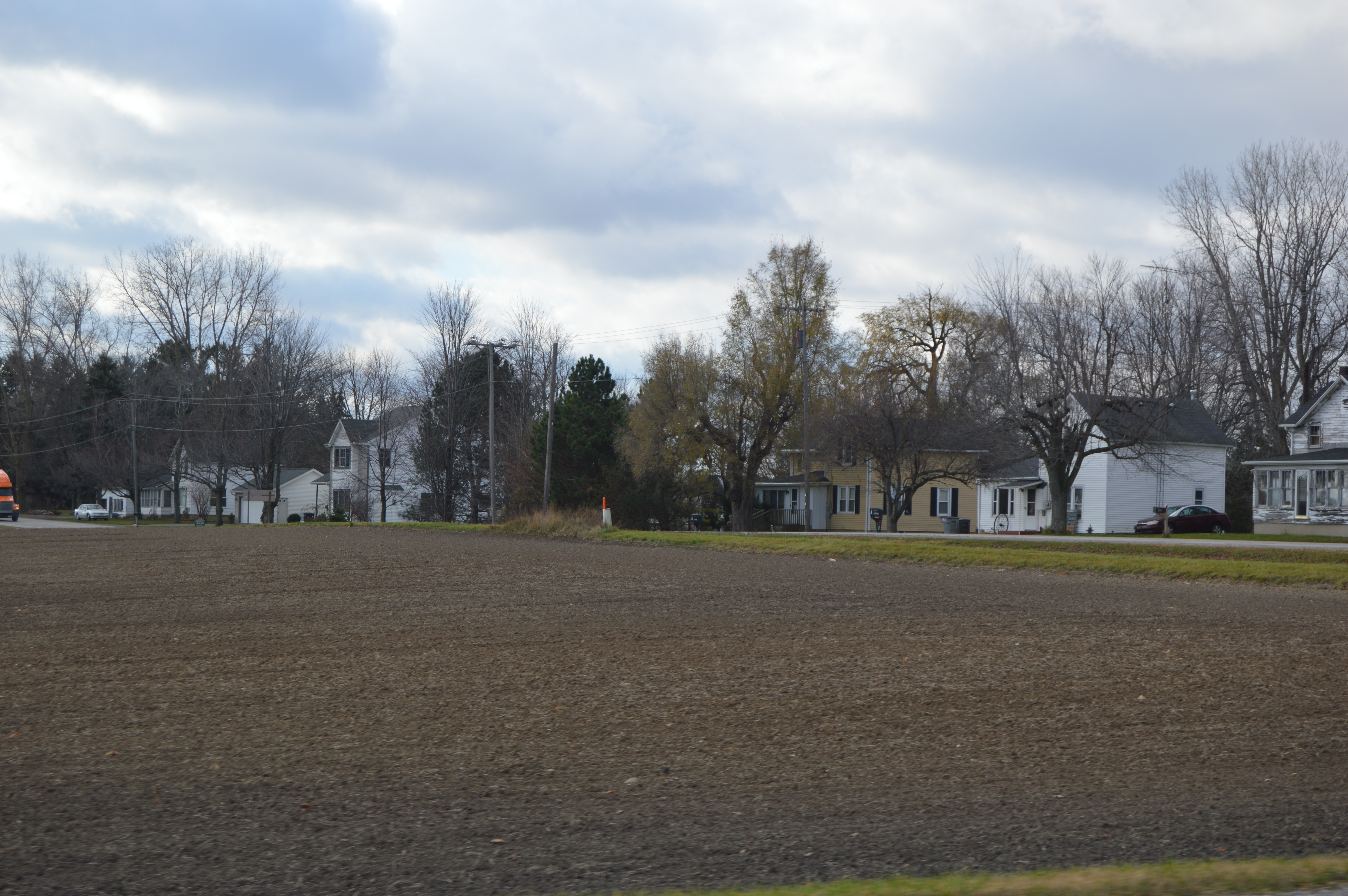
Casas na State Route 108, vista da US Route 20

Oakshade é uma comunidade não incorporada em Fulton County, no estado americano de Ohio.

## História
Um posto de correio chamado Oak Shade foi estabelecido em 1874, o nome foi mudado para Oakshade em 1893, e o correio fechou em 1910. Em 1920, Oakshade era uma das três comunidades listadas em Município de Chesterfield.